# Transportul public din Alba Iulia
Serviciul de transport public local este efectuat de către S.T.P Alba, în baza contractului de delegare de gestiune a serviciilor de transport public local nr. 26/48/07.01.2021. lui auto, montarea sistemului informațional în stațiile de autobuz precum și automatizarea vânzării de bilete.
     Călătorii din Alba Iulia beneficiază de multe îmbunătățiri similare cu cele din orașe moderne din Europa: ticketing electronic, sisteme de anunțare vocală (voice box) în stații și în autobuze, introducerea unor perioade de valabilitate a biletelor, facilitate ce permite mai multe transbordări între mijloacele de transport, plata prin SMS sau prin mobilPay Wallet a biletelor de călătorie, internet wireless gratuit în mijloacele de transport. Autobuzele sunt dotate cu aer condiționat și sisteme de încălzire suplimentară.
O atracție suplimentară pentru utilizarea transportului public în Alba Iulia este autobuzul supraetajat care circulă în oraș. Autobuzul dispune de 63 de scaune, dintre care 38 sunt situate pe puntea superioară, deschisă în zilele frumoase. Vehiculul este dotat cu podea coborâtă, trapă de acces pentru persoane cu dizabilități și are un loc pentru scaun cu rotile.  

#### Linii de autobuze:
- Linia 101: Gară - Centru - Hotel Cetate - Lalelelor - Recea - Gară
- Linia 102: Gară - Centru de zi - Hotel Cetate - Spital - Gară
- Linia 103: Gară - Școala nr. 3 - Romtelecom - Unirea - Ampoi 3 - Mercur - Fortuna - Cimitir - Gară
- Linia 104: Gară - Cimitir - Platoul Romanilor - Fortuna - Spital- Piață - Stadion - Alsting - Ampoi 3 - Cas de pensii - Unirea - Școala nr. 3 - Gară
- Linia 105: Gară - Cimitirul Eroilir - Spital - Piață - Stadion - Ampoi 3 - Ampoi 1 - Carolina Mall
- Linia 105G: Gară - Platoul Romanilor - Spital - Stadion - Ampoi 3 - Carolina Mall - Pompieri - Ambient - Gemina
- Linia 106: Gară - Unirea - Alba Mall - Ampoi 1 - Carolina Mall - Pompieri - Ambient - Gară
- Linia 107: Gară - Spital - Stadion - Ampoi 3 - Carolina Mall - Pompieri - Bărăbanț - Gară
- Linia 108:  Gară - Cimitir - Platoul Romanilor - Spital - Mercur - Stadion - Alsting - Ampoi 3 - Ampoi 1 - Pompieri - Mureșului - Saturn -  Gară
- Linia 109:  Gară - Unirea - Ampoi 1 - Carolina Mall - Pompieri - Saturn - Gară
- Linia 110:  Gară - Unirea - Alba Mall - Ampoi 3 - Ardealul - Stadion - Kaufland - Albac - Micești 1 - Micești 2 - Micești
- Linia 111: Piața Națiunii - Gară - Încoronării - SGA - Transavia - Paclișa -
- Linia 112: Gară - Partoș - Partoș pod - Elit
- Linia 113: Piața Națiunii - Gară - Partoș - Oarda dispensar - Oarda de sus 1 - Oarda de sus 2 - Oarda de sus
- Linia 114: Gară - Școala nr. 3 - Unirea - Alba Mall - Ampoi 3 - Mercur - Spital - Macului - Încoronării - Apulum
- Linia 115D: Gară - Platoul Romanilor - Spital - Stadion - Ampoi 3 - Casa de pensii - Mărăsești - DDM
- Linia 115R: VCST - Solina - Alba Mall - Ampoi 3 - Mercur - Spital - Macului - Încoronării - Gară
- Linia 116: Gară - Piața Națiunii - Casa Armatei - Horea - Hotel Cetate - Cloșca - Piață - Vila Elisabeta - Valea Popii - Parc Dentroligic
- Linia 117: Gară - Încoronării - Spital - Ampoi 3 - Carolina Mall - Pompieri - Ipec
- Linia 119: Gară - Încoronării - Spital - Ampoi 3 - Carolina Mall - Pompieri - Ambient - Rekord
- Linia 120: Gară - Încoronării - Spital - Ampoi 3 - Carolina Mall - Ambient - Sews
- Linia 121: Carolina Mall - Ampoi 2 - Casa de pensii - Unirea - Gară
- Linia 122: Gemina - Aurocar - Aprohorea - Ampoi 2 - Ampoi 3 - Spital - Macului - Gară
- Linia 123: Bărăbanț - Mureșului - Aprohorea - Ampoi 2 - Casa de pensii - Unirea - Casa Armatei - Moților - Mercur - Spital - Macului - Gară

#### Firme de taxiuri din Alba-Iulia
- Exclusiv Taxi 0258941
- Gicu Taxi 0258920
- Florea Taxi 0258945
- As Taxi 0258946